# Odoardo Gualandi

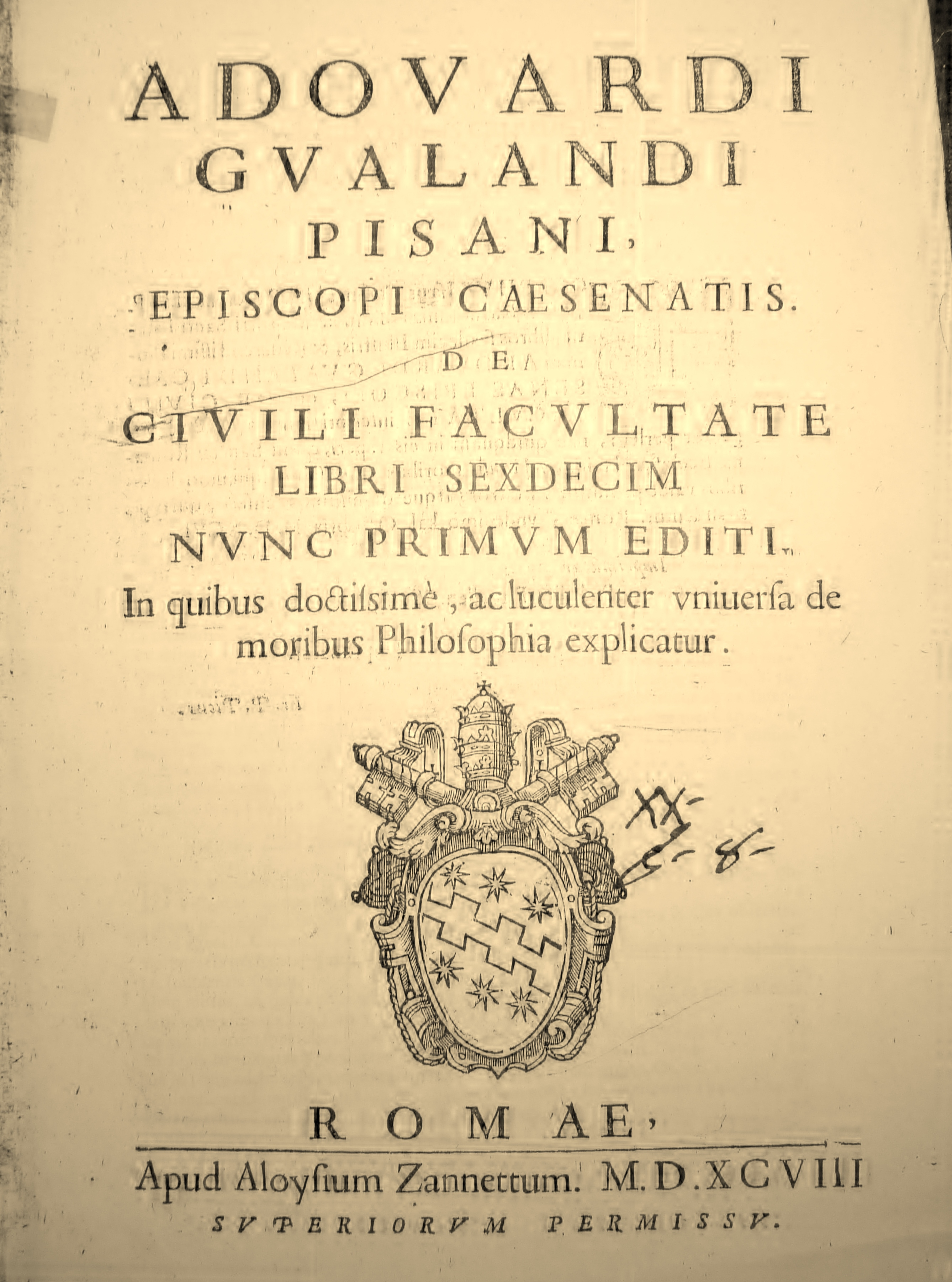
De civili facultate, Rome, 1598.

Odoardo Gualandi, né à Pise au commencement du XVIe siècle et mort le 17 mars 1597 à Rome, est un prélat et philosophe italien de la Renaissance.

## Biographie
D’une famille patricienne de Pise, il vécut dans l’intimité du pape Paul IV, fut en 1557 pourvu de l’évêché de Cesena, qu’il administra pendant trente et un ans avec beaucoup de sagesse ; obtint en 1588 la permission de résigner son siège à Camillo Gualandi, son neveu, et fixa sa résidence à Rome, où il mourut le 17 mars 1597. Gualandi passait pour l’un des plus grands platoniciens de son temps. On lui doit : De civili facultate libri XVI ; Philosophiæ moralis ac totius facultatis civilis vera et absoluta Methodus, Rome, 1598 et 1604, in-fol.

## Sources
- « Gualandi (Odoardo) », dans Louis-Gabriel Michaud, Biographie universelle ancienne et moderne : histoire par ordre alphabétique de la vie publique et privée de tous les hommes avec la collaboration de plus de 300 savants et littérateurs français ou étrangers, 2e édition, 1843-1865 [détail de l’édition]